# Quibdó
Quibdó is de hoofdstad van het Colombiaanse departement Chocó. De stad werd gesticht in 1648 en is sinds 1948 de hoofdstad van het departement. Quibdó is gelegen aan de rivier de Atrato en ligt in een van de meest bosrijke gebieden van het land. Quibdó behoort tot de plaatsen met de meeste regenval in de wereld met een gemiddelde van meer dan 7000 millimeter per jaar.
De inwoners van de stad zijn voor het grootste deel Afrocolombianen en er zijn enkele kleinere Indiaanse gemeenschappen.
De plaats is de zetel van het rooms-katholieke bisdom Quibdó.

## Geboren
- Francisco Maturana (1949), voetballer, voetbalcoach en technisch directeur
- Jairo Varela (1949), componist en bandleider
- Alexis García (1960), voetballer en voetbalcoach
- Carlos Sánchez (1986), voetballer
- Jackson Martínez (1986), voetballer
- Felipe Pardo (1990), voetballer
- Darwin Andrade (1991), voetballer

## Galerij

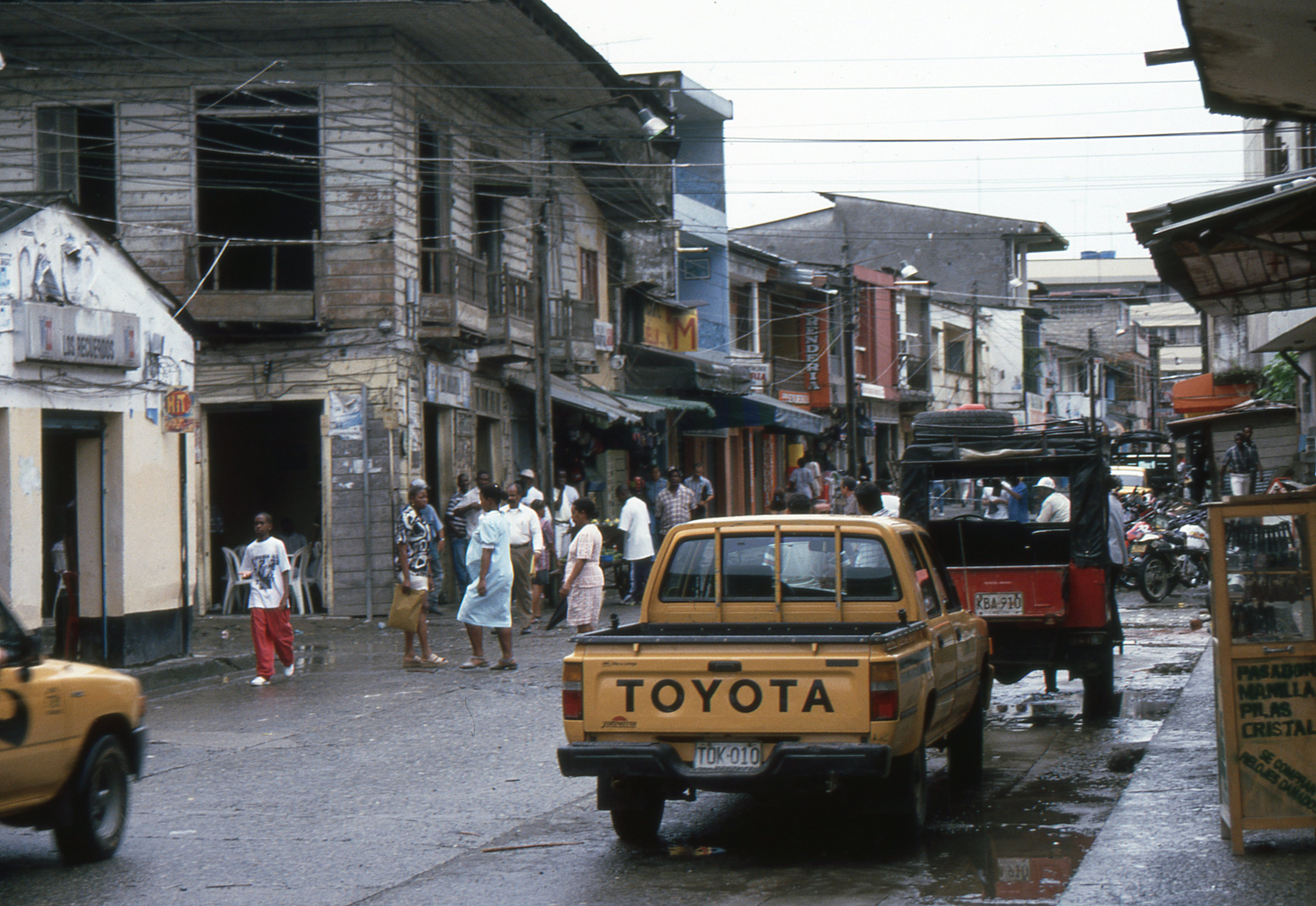
Centrum Quibdó (1998)
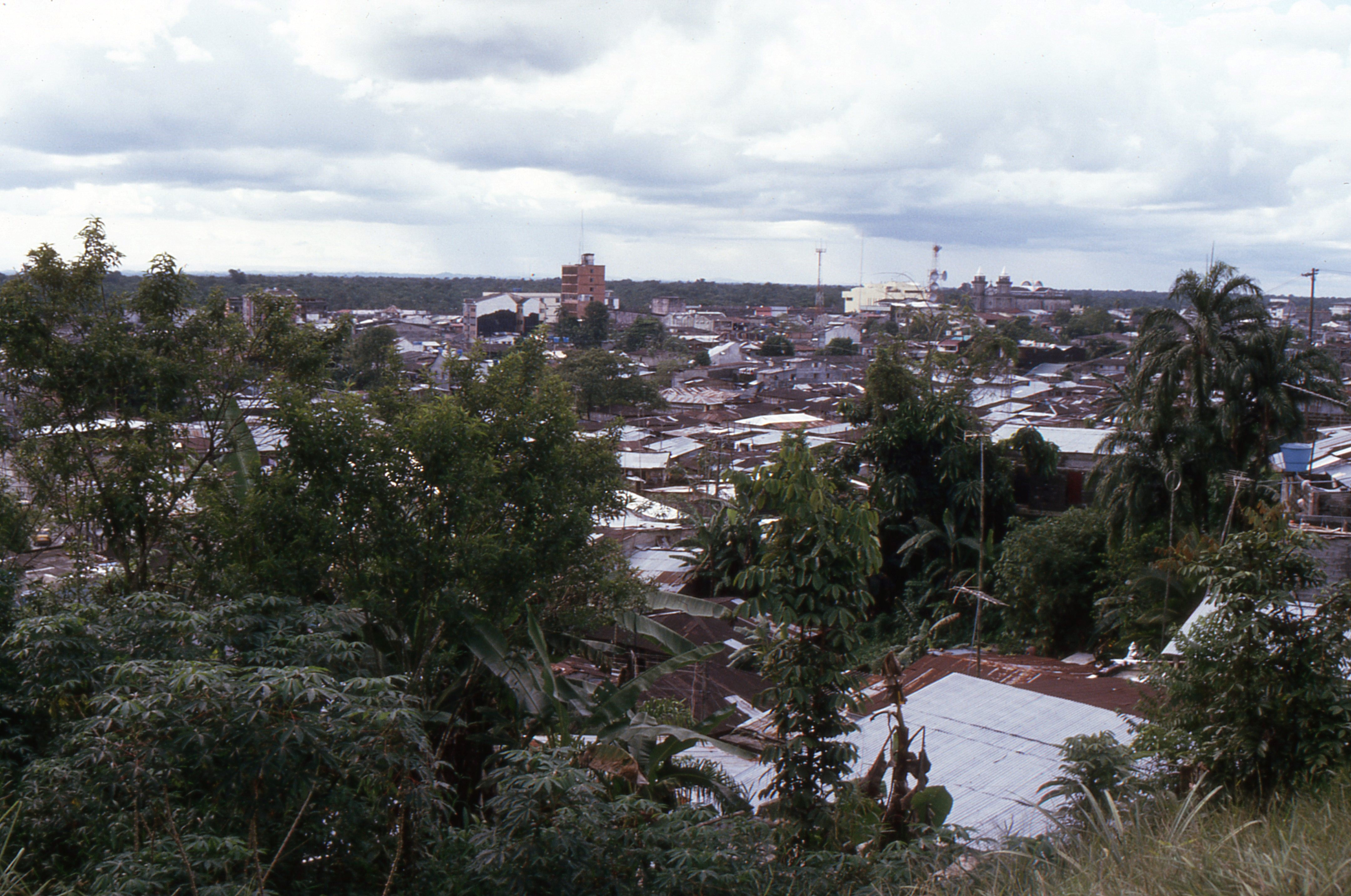
Het centrum van Quibdó (1998)